# Power Rangers Time Force (videojuego)
Power Rangers Time Force es un videojuego de acción basado en la novena temporada de la serie de televisión Power Rangers Time Force desarrollado por Natsume (GBC), Vicarious Visions y Engine Software (GBA) y Climax Studios (PS) y KnowWonder (PC), y publicado por THQ. El juego fue lanzado para PlayStation, Game Boy Color, Game Boy Advance y PC.

## Jugabilidad

### Game Boy Color
La versión de Game Boy Color es un desplazamiento lateral de plataformas. Los cinco rangers de Time Force viajan a través del tiempo deteniendo a los enemigos. El jugador puede elegir jugar como cualquiera de los cinco Time Force Rangers principales. El juego también presenta batallas de Zord.

### Game Boy Advance
La versión de Game Boy Advance es un beat 'em up de desplazamiento lateral. Esta versión sigue el espectáculo más de cerca. El jugador debe viajar a través de varias etapas para detener al malvado Ransik. Los cinco Time Force Rangers se pueden jugar en el juego. El Quantum Ranger se puede jugar cuando el jugador gana el poder de Quantum Morpher, lo que le permite al Ranger que el jugador controla usar los poderes del Quantum Ranger. El juego también presenta batallas de Zord, sin embargo, solo el Time Force Megazord en modo rojo se puede jugar en estas batallas. Este juego es similar al videojuego Power Rangers Ninja Storm de 2003 para GBA.

### PlayStation
La versión de PlayStation, desarrollada por Climax Studios, es un juego de acción en 3D que presentaba batallas para uno y dos jugadores, esta última con solo los Megazords y los jefes principales. El jugador puede encontrar un artefacto de tiempo oculto en cada nivel, y se otorga una bonificación de barra de salud si el nivel se completa dentro del límite de tiempo. Los siete artefactos deben recolectarse para desbloquear el Quantum Ranger.